# لورانس تيري
لورانس تيري (بالإنجليزية: Lawrence Terry)‏ هو مجدف أمريكي، ولد في 12 أبريل 1946 في كونكورد في الولايات المتحدة.

## وصلات خارجية
- لورانس تيري على موقع الاتحاد الدولي للتجديف (الإنجليزية)
- لورانس تيري على موقع اللجنة الأولمبية الدولية (الإنجليزية)
- لورانس تيري على موقع أوليمبيديا (الإنجليزية)